# Ludwig Mendelzoon
Ludwig Mendelzoon, voor ingewijden ook wel Loetie,  is een Surinaams bestuurder. Sinds 2020 is hij districtscommissaris van Brokopondo.

## Biografie
Rond 12 augustus 2020 kwam Mendelzoons naam naar buiten als een van de aanstaande districtscommissarissen. Op 25 augustus 2020 werd hij samen met de nieuwe lichting geïnstalleerd, waarbij voor hem het district Brokopondo was voorzien. Hij volgde Frederik Finisie op.
In november 2021 liet hij in Brokopondo de ambtenarenopleiding van start gaan; zelf slaagde hij hier in mei 2021 voor in Paramaribo.